# Урусанга
Урусанга (порт. Urussanga)  —  муниципалитет в Бразилии, входит в штат Санта-Катарина. Составная часть мезорегиона Юг штата Санта-Катарина. Находится в составе крупной городской агломерации Агломерация Карбонифера. Входит в экономико-статистический  микрорегион Крисиума. Население составляет 19 279 человек на 2006 год. Занимает площадь 240,476 км². Плотность населения — 80,2 чел./км².

## История
Город основан 26 мая 1878 года.

## Статистика
- Валовой внутренний продукт на 2003 составляет 206.695.879,00 реалов (данные: Бразильский институт географии и статистики).
- Валовой внутренний продукт на душу населения на 2003 составляет 10.863,86 реалов (данные: Бразильский институт географии и статистики).
- Индекс развития человеческого потенциала на 2000 составляет 0,845 (данные: Программа развития ООН).

## География
Климат местности: субтропический.